# Pinega
Pinega (ros. Пинега, Piniega) – rzeka na północy europejskiej części Rosji (w obwodzie archangielskim), prawy dopływ Dwiny o długości 779 km i powierzchni dorzecza 42 600 km².
Pinega powstaje na Nizinie Dwińskiej z połączenia dwóch rzek: Białej i Czarnej, a do Dwiny uchodzi w miejscowości Ust'-Piniega.
W środkowym biegu rzeka płynie przez rozległy obszar krasu gipsowego. W dolnym biegu połączona jest kanałem z rzeką Kułoj.
Pinega jest spławna i żeglowna na odcinku 658 km od ujścia.
W środkowym biegu rzeki, na jej prawym brzegu znajduje się Rezerwat Pineżański.
Główne dopływy:
- lewe: Pjuła, Sura, Juła, Pokszenga, Sija;
- prawe: Jawzora, Jeżuga, Ilesza, Czuplega.

Ważniejsze miejscowości nad Pinegą: Sosnowka, Szujga, Sura, Nowo-Ławieła, Jawzora, Kuszkopoła, Jerkino, Kiewroła, Karpogory, Kobielewo, Szylega, Szotogorka, Pirimień, Czakoła, Wiżewo, Pinega, Wonga, Pietrowo, Sojała, Wieszkoma, Kuzomień, Leunowo, Niżniaja Paleńga, Ust'-Piniega.